# Weipoltshausen (Üchtelhausen)
Weipoltshausen ist ein Gemeindeteil der Gemeinde Üchtelhausen im unterfränkischen Landkreis Schweinfurt in Bayern. Von 1437 bis 1802 gehörte Weipoltshausen zur Reichsstadt Schweinfurt.

## Geographische Lage
Das Kirchdorf Weipoltshausen liegt in einem Tal der Schweinfurter Rhön, zweieinhalb Kilometer nördlich von Üchtelhausen und acht Kilometer nordnordöstlich von Schweinfurt. Mitten durchs Dorf fließt der Bach Weipoltshausener Dorfgraben. Die durch den Ort verlaufende Kreisstraße SW 30 führt nordostwärts nach Madenhausen und südwestwärts nach Zell. Weipoltshausen ist mit der Staatsstraße 2280 verbunden, die östlich des Ortes von Bad Königshofen nach Schweinfurt führt.

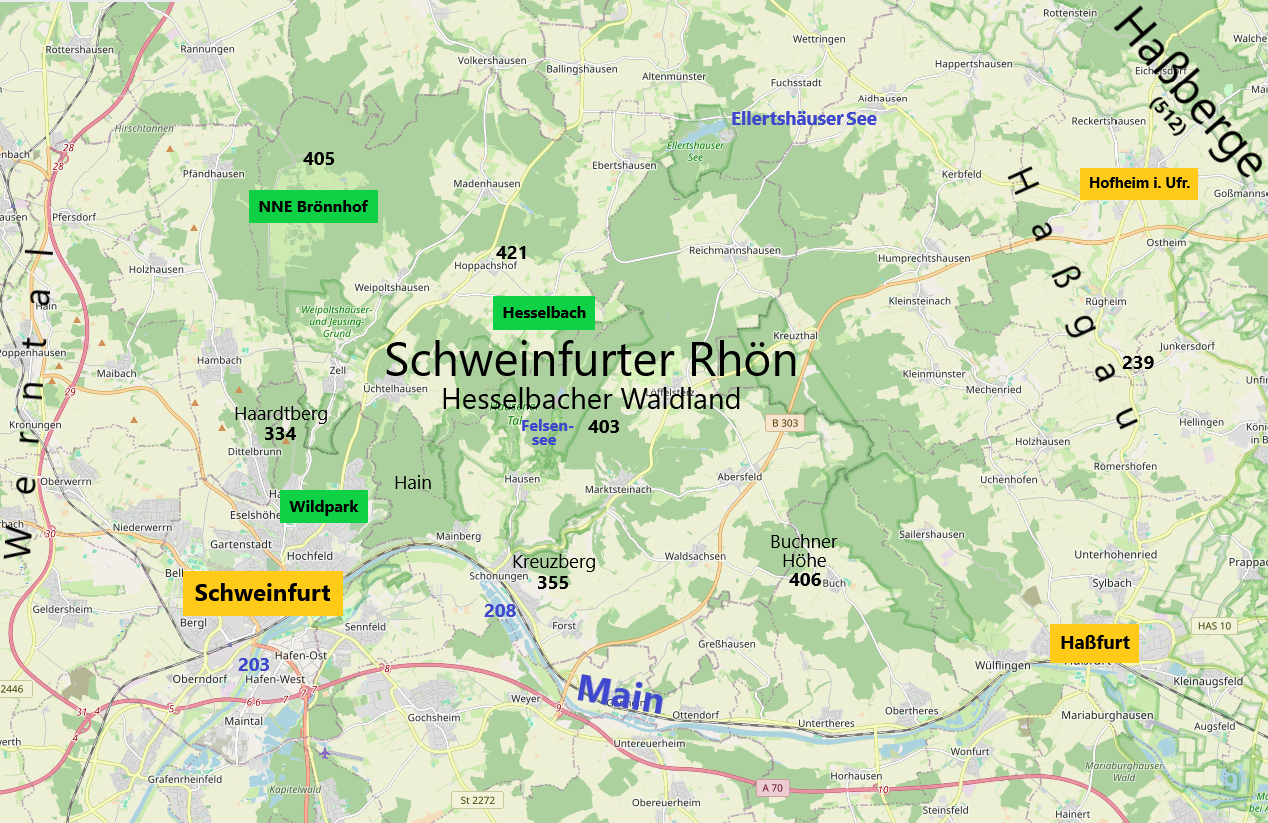
Weipoltshausen liegt im Westen der Schweinfurter Rhön (bitte Bild vergrößern)

## Geschichte
Einst existierte nahe bei Weipoltshausen ein urkundlich erstmals 791 erwähnter und zwischen 1440 und 1445 wüst gewordener Ort namens Jeusungen oder Geusungen. Die erste bekannte urkundliche Erwähnung des Ortes stammt aus dem Jahr 1313. 

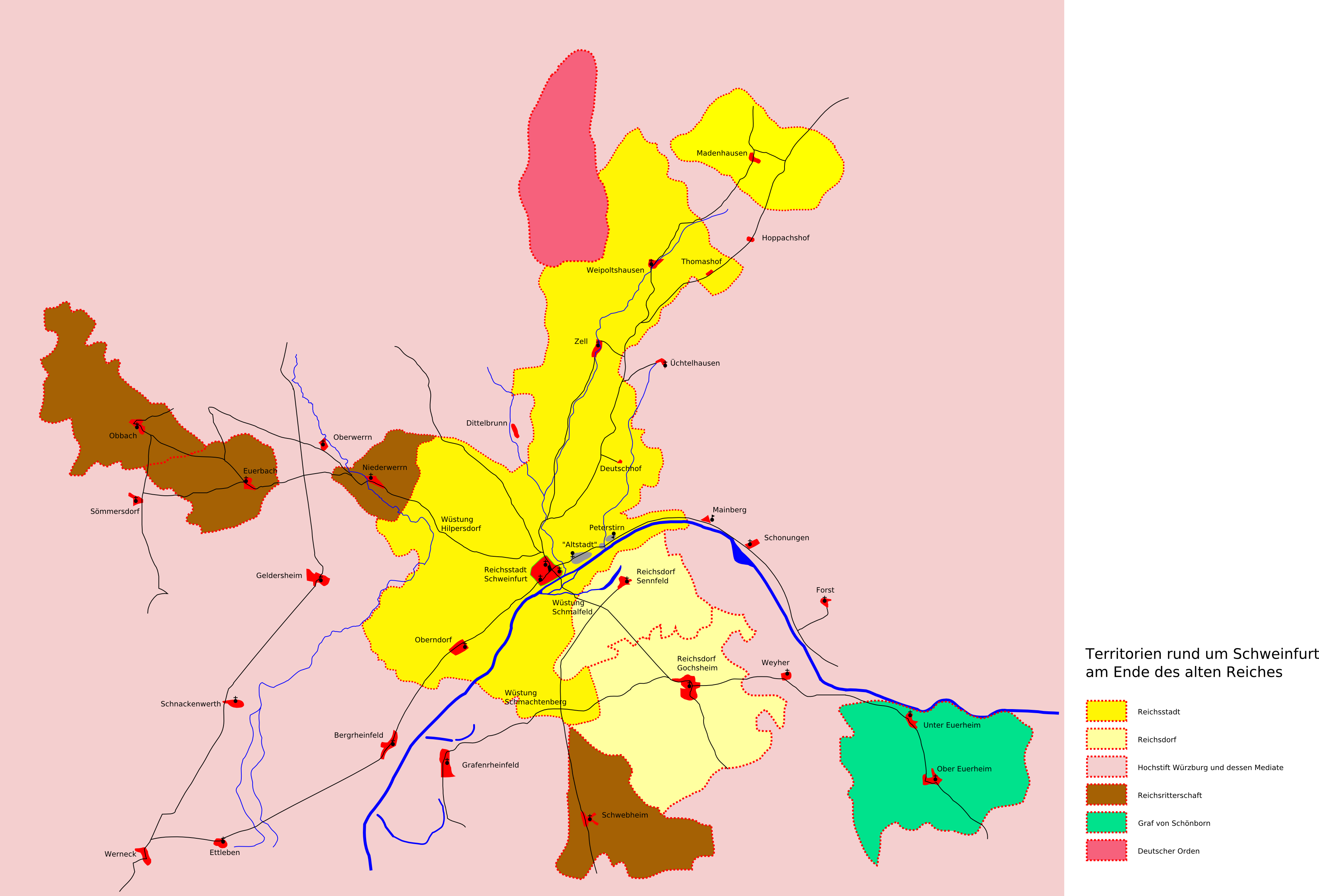
Territorium der Reichsstadt Schweinfurt (dunkelgelb) bis 1802, mit Weipoltshausen und der Exklave um Madenhausen am nördlichen Ende

Im Jahre 1437 erwarb der Rat der Reichsstadt Schweinfurt für insgesamt 18.000 Gulden Weipoltshausen zusammen mit dem benachbarten Zell und anderen Dörfern und Ländereien. Die Einwohner dieser Ortschaften waren Untertanen der Reichsstadt und besaßen in der Regel kein Bürgerrecht. Da sich Schweinfurt 1542 der Reformation anschloss, wurde auch das zur Reichsstadt gehörende Weipoltshausen evangelisch. In der ersten Hälfte des 16. Jahrhunderts entstand die evangelische Kirche des Ortes, die im Jahr 1554 schwer beschädigt wurde; die Orgel der Kirche stammt von 1701. 
Durch den Reichsdeputationshauptschluss kam Schweinfurt 1802 zu Bayern (siehe: Schweinfurt, Königreich Bayern). Weipoltshausen und alle anderen zum reichsstädtischen Territorium gehörenden Dörfer wurden ausgegliedert. Weipoltshausen wurde dadurch eine eigenständige Gemeinde mit Gemeinderat und Bürgermeister.
Am 1. Januar 1972 wurde Weipoltshausen im Rahmen der Gebietsreform in Bayern ein Gemeindeteil von Üchtelhausen, einer neuen Großgemeinde, die fast die ganze westliche Schweinfurter Rhön umfasst, mit Rathaus in Hesselbach.
Der Brönnhof, bis 2014 Standortübungsplatz der U.S. Army Garrison Schweinfurt und seit 2016 Nationales Naturerbe, ging aus einem ehemals gemeindefreien Gebiet hervor, das im Zuge der Gebietsreform an die Gemarkung Weipoltshausen angeschlossen wurde. Der mittlere Teil diese Gebietes gehörte einst zum Deutschen Orden (rote Flächenfärbung auf nebenstehender Karte), wo die Wüstung Brönnhof liegt.